# Ralph Izard
Pour les articles homonymes, voir Izard (homonymie).
Ralph Izard (né le 23 janvier 1742 à Charleston, où il est mort le 30 mai 1804) est un homme politique américain.
Il est sénateur de Caroline du Sud au sein des trois premiers Congrès (1789-1795), et occupe le poste de président pro tempore du Sénat pendant quelques mois en 1794.
En 1767, il épouse Alice DeLancey, nièce de James DeLancey. Deux de leurs fils se sont distingués militairement : Ralph (1785-1822) dans la marine durant la Seconde guerre barbaresque et George (1776-1828) dans l'armée de terre durant la guerre de 1812.

## Liens externes

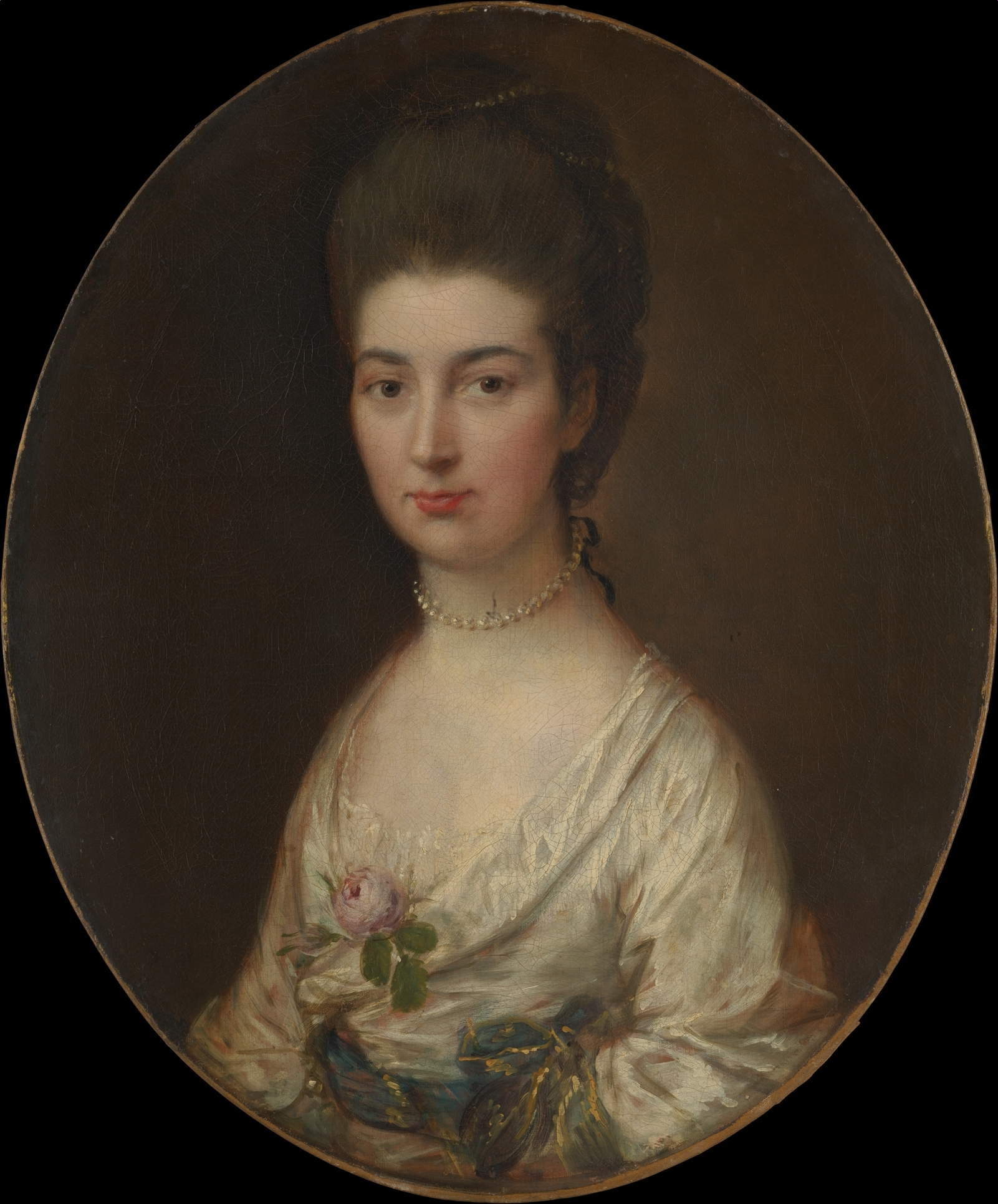
Mrs. Ralph Izard
(Alice De Lancey, 1746/47–1832)
années 1770
par Thomas Gainsborough
Metropolitan Museum of Art